# Детройт (фильм)
«Детройт» (англ. Detroit) — американская историческая криминальная драма Кэтрин Бигелоу по сценарию Марка Боала 2017 года. Фильм посвящён бунту в Детройте 1967 года, в частности инциденту в мотеле «Алжир». Фильм приурочен к 50-летию этих событий.

## Сюжет
23 июля 1967 года. Ранним утром полиция Детройта организовывает рейд на клуб в чёрном районе, который не имеет лицензии на продажу алкоголя. В клубе в это время проходит вечеринка в честь возвращения домой с Вьетнамской войны нескольких ветеранов. Всех находившихся в клубе, в том числе и женщин, полиция задерживает и распределяет по полицейским фургонам. Случайные прохожие начинают возмущаться действиями полиции. Начинается словесная перебранка, которая перерастает в метание камней в полицейских. После того как полиция покидает это место, несколько человек начинают громить близлежащие магазины. Начинаются поджоги. Постепенно бунт разрастается всё больше и распространяется уже на соседние улицы. Днём к бунтовщикам выходит конгрессмен-афроамериканец Джон Коньерс, который пытается успокоить людей, но его никто не слушает. Погромщики нападают на пожарных, которые пытаются тушить пожары.
24 июля. По просьбе мэра Джерома Каваны и губернатора штата Мичиган Джорджа Ромни в город были введены полиция штата и войска Национальной гвардии. По приказу президента Линдона Джонсона в город также были введены десантные войска. На улицах появились снайперы, которые открывали огонь по полиции или военным. Полицейский Филип Краус, во время патрулирования улиц, застрелил в спину безоружного мародёра. Несмотря на случившееся, Крауса оставляют на службе, пока не решится его дальнейшая судьба.
25 июля. Группа The Dramatics готовится к выступлению в мюзик-холле. Для них это важное выступление, так как в зале присутствуют люди из звукозаписывающей компании. Внезапно концерт прерывается из-за нарастающих снаружи беспорядков, к тому же в городе введён комендантский час и люди должны разойтись по домам. Группа покидает мюзик-холл на рейсовом автобусе и попадает прямо в гущу беспорядков. Участники группы разбегаются. Певец Ларри Рид и его друг Фред Темпл решают переждать эту ночь в находящемся неподалёку мотеле «Алжир».
Один из постояльцев мотеля ради шутки стреляет в сторону солдат из стартового пистолета. Военные воспринимают холостые выстрелы как снайперскую атаку и выдвигаются к мотелю, туда же приезжает и наряд полиции. Полицейский Филип Краус тут же пристреливает человека бегающего по коридору мотеля. В одной из комнат вместе с чёрными постояльцами полицейские обнаруживают белых девушек, что вызывает у них злость. Всех постояльцев, включая девушек, строят в коридоре лицом к стене. В это время в мотель на подмогу приходит чернокожий федеральный маршал Мелвин Дисмукес, охранявший продуктовый магазин неподалеку. Полицейские пытаются найти пистолет, но не находят, тогда они начинают запугивать подозреваемых. Видя такую работу городской полиции, полиция штата решает покинуть мотель, чтобы не ввязываться в историю с нарушением гражданских прав. Полицейские же выдёргивают из строя случайных подозреваемых, отводят в соседние комнаты и имитируют расстрел, чтобы запугать остальных и заставить говорить. Один из полицейских не понимает, что он должен делать и по-настоящему убивает одного из подозреваемых. Филип Краус, осознавая, что уже наломано много дров, решает ретироваться и по одному отпускает оставшихся подозреваемых. Он лишь просит, чтобы все молчали о случившемся. Юный Фред Темпл, друг музыканта Ларри Рида, слишком напуган и не понимает, что от него хотят. Филип Краус убивает его, чтобы тот не проболтался.
Через несколько лет проходит суд над тремя полицейскими, обвиняемыми в трёх убийствах в мотеле «Алжир». Суд не принимает признательные показания полицейских, так как они были даны под давлением и без адвокатов. Присяжные, состоящие только из белых, оправдывают полицейских. Группе The Dramatics предлагает контракт Motown Records, но Ларри Рид после пережитого не может вернуться в группу. Он становится отшельником и устраивается петь в хоре небольшой местной церкви.
В конце фильма появляется титр, сообщающий, что в основу сюжета легли воспоминания участников событий и доступные документы. Однако отмечается, что поскольку произошедшее в мотеле не было досконально изучено криминалистами, в фильме присутствует художественный вымысел.

## В ролях
- Джон Бойега — Мелвин Дисмукес
- Уилл Поултер — Филип Краус
- Элджи Смит — Ларри Рид
- Джейкоб Латимор — Фред Темпл
- Ханна Мюррей — Джули Энн
- Кейтлин Девер — Карен
- Джейсон Митчелл — Карл Купер
- Джек Рейнор — Дименс
- Бен О’Тул — Флинн
- Нэйтан Дэвис мл. — Обри
- Пейтон «Алекс» Смит — Ли
- Малкольм Дэвид Келли — Майкл Кларк
- Джозеф Дэвид-Джонс — Моррис
- Джон Красински — адвокат Ауэрбах
- Энтони Маки — Грин
- Лаз Алонсо — Джон Коньерс
- Эфраим Сайкес — Джимми
- Леон Томас III — Дэррил
- Гбенга Акиннагбе — Обри Поллард ст.
- Крис Чок — офицер Франк
- Джереми Стронг — адвокат Лэнг
- Остин Хеберт — офицер Робертс
- Мигель — Малькольм
- Кристофер Дэвис — человек в клубе
- Самира Уайли — Ванесса
- Тайлер Джеймс Уильямс — Леон
- Гленн Фицджеральд — детектив Андерсон

## Критика
В целом фильм получил положительные отзывы от критиков. На сайте Rotten Tomatoes рейтинг свежести составляет 82 % на основании 306 рецензий со средним рейтингом 7,6 из 10. На сайте Metacritic у фильма 77 баллов из 100, на основе мнения 49 критиков.
В Chicago Sun-Times поставили фильму 4 из 4 звёзд и назвали одним из лучших в 2017 году. Отдельно издание отметило работу журналиста и сценариста Марка Боала, а именно нескольких сюжетных линий и создание полностью подлинных персонажей. В свою очередь журнал Newsweek наоборот раскритиковал персонажей, назвав их «чёрно-белыми». Питер Трэверс из журнала Rolling Stone похвалил актёров и сценарий, поставив фильму 3,5 балла из 4: «„Детройт“ — это гораздо больше, чем либеральный вой против эскалации токсичного расизма в Америке». По уровню погружения в историческое событие Трэверс сравнил «Детройт» с «Дюнкерком» Кристофера Нолана.